# William Heberden
William Heberden (Londres, 1710–1801), médico inglés.

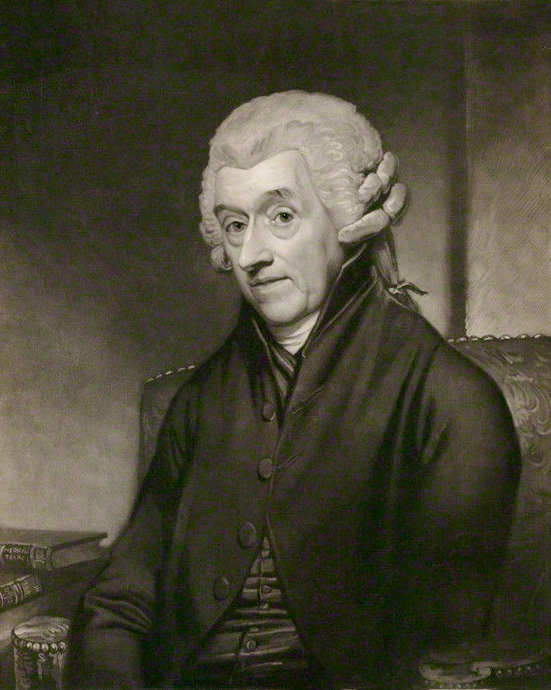
William Heberden

A finales de 1724 fue enviado al St. John's College de Cambridge, donde se graduó como maestro en artes en 1730, y alcanzó el grado de doctor en medicina en 1739.  Permanecería en Cambridge cerca de diez años más practicando la medicina e impartiendo un curso anual sobre materia médica.  En 1746 fue admitido como miembro del Real Colegio de Médicos de Londres;  dos años después se estableció en Londres, donde practicó la medicina durante más de treinta años, formando parte de la Royal Society.  
Entre sus trabajos publicados hay estudios sobre la inefectividad de la triaca (1745), sobre la varicela (1767), la angina de pecho (1768), o la primera descripción de los nódulos de Heberden.  Su Commentarii de morborum historia et curatione fue publicado en 1802 y traducido al inglés al año siguiente, presuntamente por su hijo William Heberden (1767 - 1845), que también llegaría a ser un afamado médico.
- Datos: Q330036
- Multimedia: William Heberden / Q330036